# Matfrid II
Matfrid (820 – dopo il 18 settembre 882) fu conte d'Eifel, dall'843 alla morte.

## Origine
Dei suoi ascendenti non si hanno notizie precise. Qualcuno suppone che sia stato il figlio di Matfrid I, ma molto più probabilmente ne era il nipote, figlio di un fratello o di una sorella. Che Matfrid fosse parente del conte d'Orleans, Matfrid I, oltre che dal nome è confermato da una lettera inviatagli dal papa Giovanni VIII in cui gli parla di Engeltrude d'Orleans, moglie di Bosone (figlio di Bosone il Vecchio) e figlia di Matfrid I, definendola una sua parente (proxime vestre).

## Biografia
Con un documento del 15 dicembre 843 l'imperatore Lotario I, su richiesta di Matfrid, definito conte, uomo illustre e suo collaboratore, conferì a un certo Immone una proprietà nella zona di Lione, conferma che, in quella data, Matfrid doveva già essere conte di Eifel.
L'imperatore Lotario I fece altre donazioni, sempre su richiesta del conte suo collaboratore, Matfrid, sia nella sua contea che in altre zone: nell'844 a un certo Fulcrado, nell'844 a un certo Rotgario, vassallo dello stesso Matfrid, e infine nell'855 all'abbazia di Prüm.
Dopo la morte nell'855 dell'imperatore Lotario I, Matfrid continuò a collaborare con il figlio secondogenito di Lotario, che aveva lo stesso nome del padre, e gli era succeduto sul trono di Lotaringia, come Lotario II; infatti in un documento del 28 giugno 856, il re Lotario II, su richiesta di Matfrid, definito conte, illustrissimo e dilettissimo, conferì a un certo Otberto, vassallo di Matfrid, una proprietà nella zona di Eifel.
Nel giugno dell'860 Matfrid fu testimone dell'incontro tra Lotario II e i suoi due zii, Ludovico II il Germanico, re dei Franchi orientali e Carlo il Calvo, re dei Franchi occidentali e fu quindi tra i testimoni del patto tra i tre re, come risulta dall'Adnuntiatio domni Karoli.
Dopo la morte di Lotario II, il regno di Lotaringia fu spartito tra Ludovico II il Germanico e Carlo il Calvo. Matfrid fu tra i sostenitori di quest'ultimo, infatti in un documento del giugno dell'877, Matfrid fu tra coloro che garantirono di aiutare ad attraversare il fiume Mosa, se ne avesse avuto la necessità, Luigi II di Francia, il figlio ed erede del neo imperatore, Carlo il Calvo, che forse presagiva la propria morte.
L'anno successivo (878) il papa Giovanni VIII cerco di coinvolgerlo, inviandogli una lettera, nella lotta tra gli eredi per l'eredità di Engeltrude d'Orleans.
Di Matfrid non si conosce la data esatta della morte, si può dire solo che morì dopo il 18 settembre 882, giorno in cui fu testimone di una donazione, come risulta da un documento, emesso in quella data

## Discendenza
Matfrid sposò una donna di cui non conosciamo né il nome né gli ascendenti e da lei ebbe una figlia:
- una figlia di cui non si conosce il nome, che sposò Adalardo (?-890), figlio di Adalardo il Siniscalco, da cui discesero i conti di Metz, che portarono il nome di Matfrid.

### Fonti primarie
- (LA)  Monumenta Germaniae Historica, Epistolae, Epistolae Karolini aevi V, tomus VII.
- (LA)  Monumenta Germaniae Historica, Diplomata Karolinorum, tomus III.
- (LA)  Monumenta Germaniae Historica, Legum tomus I.

### Letteratura storiografica
- René Poupardin, Ludovico il Pio, in «Storia del mondo medievale», vol. II, 1979, pp. 558–582
- René Poupardin, I regni carolingi (840-918), in «Storia del mondo medievale», vol. II, 1979, pp. 583–635